# Institut Mérieux
 (août 2018).
L’Institut Mérieux, fondé en 1897 à Lyon, est un holding familial, spécialisé dans la biologie au service de la santé publique. Ce holding regroupe les sociétés bio-industrielles BioMérieux (à hauteur de 59 %),  Transgene (60 %), Mérieux Nutrisciences (69 %), ABL (100 %) et la société d'investissement Mérieux Equity Partners (60%). En 2020, le chiffre d'affaires de l'institut Mérieux était d'environ 3,7 milliards d'euros, dont 90 % à l'international.    
L’Institut Mérieux est présidé par Alain Mérieux et appartient à la compagnie Mérieux Alliance, elle-même détenue à 68 % par Alain et Alexandre Mérieux et Alexandre Mérieux et à 32 % par la fondation Christophe-et-Rodolphe-Mérieux (à ne pas confondre avec la fondation Mérieux). 
L’Institut Mérieux emploie 20 000 salariés dans le monde, dont près d’un tiers en France.  

## Histoire

### Un institut en vaccinologie de tradition pasteurienne (1897-1994)
En 1897, Marcel Mérieux, ancien élève de Louis Pasteur et d'Émile Roux, crée à Lyon l'institut biologique Mérieux, un simple laboratoire où il produit un sérum antistreptococcique contre la fièvre puerpérale, puis la tuberculine pour le diagnostic de la tuberculose. 
En 1937, le docteur Charles Mérieux succède à son père Marcel à la tête de l'institut Mérieux. Il fait entrer la virologie dans l'ère industrielle.  
En 1968, Alain Mérieux succède à son père à la présidence de l'institut Mérieux. Le groupe Rhône-Poulenc entre dans le capital de l'institut Mérieux, qui regroupe Pasteur Mérieux (vaccins humains) et de Rhône Mérieux (santé animale). Alain Mérieux développe alors l'Institut à l'international. Il fait notamment l’acquisition en 1989 des Laboratoires Connaught (vaccins humains) basés aux Etats-Unis et au Canada. L’Institut Mérieux est à l’origine de succès majeurs dans la lutte contre les maladies infectieuses humaines et animales : prévention des maladies infantiles, vaccination de masse au Brésil en 1974 lors d’une épidémie de méningite qui est ainsi stoppée en quelques mois. L’Institut Mérieux devient le leader mondial des vaccins humains et vétérinaires.  
Dans les années 1980, l'activité de production de dérivés sanguins de l’Institut Mérieux est mise en cause dans l’affaire de la diffusion de sang contaminé dans plusieurs pays, après 1984, notamment en Irak,. 
En 1994, la famille Mérieux se désengage des activités de vaccins humains et vétérinaires et cède à Rhône-Poulenc ses participations dans l'institut Mérieux. Le nom Institut Mérieux n'est plus utilisé. Après différentes cessions et rapprochements menés par Rhône-Poulenc avec Merck puis Aventis, les deux sociétés Pasteur Mérieux Connaught (qui deviendra Sanofi Pasteur) et Rhône Mérieux (qui deviendra Merial) sont cédées à Sanofi. Sanofi cède ensuite la branche santé animale Merial à Boehringer Ingelheim en 2017. Aujourd’hui sorties du périmètre familial Mérieux, ces sociétés sont restées des acteurs mondiaux de référence pour la santé publique mondiale. 
La famille Mérieux se lance dans une nouvelle aventure entrepreneuriale en développant un groupe bio-industriel (Mérieux Alliance), autour des activités de diagnostic. de BioMérieux, puis d'immunothérapie et de sécurité alimentaire.

### Histoire du holding familial Mérieux Alliance (1963-2009)
En 1963, parallèlement et indépendamment des activités de vaccins, Alain Mérieux crée BD Mérieux, société de diagnostic in vitro, qui deviendra BioMérieux en 1974.
Aux côtés des activités de diagnostic, Alain Mérieux développe de nouvelles activités bio-industrielles complémentaires. Le holding prend alors en 1994, le contrôle de Transgene, spécialisée en thérapie génique, puis de Silliker (spécialisée en sécurité alimentaire), en 1998. En 2001, bioMérieux acquiert la société de diagnostic Organon Teknika. Sa filière Advanced BioScience Laboratories Inc., société de recherche sous contrat est alors rachetée par le holding familial Mérieux. 

### L'institut Mérieux aujourd'hui (depuis 2009)
En 2009, le holding familial Mérieux Alliance change de nom et reprend le nom historique de l'Institut Mérieux (inutilisé depuis 1994), pour porter sa vision de la biologie et relever les nouveaux défis de santé publique mondiaux. 
La même année, l'institut Mérieux crée Mérieux Développement, société d'investissement dans le domaine de la santé qui a pour objectif de contribuer à l’émergence de sociétés innovantes. En 2018, Mérieux Développement crée la société de gestion Mérieux Equity Partners.
En 2009, l'institut Mérieux lance le programme d’innovation international Mérieux Research Grants, dont l’objectif est de créer un réseau international de chercheurs engagés sur ses thématiques stratégiques.
En 2010, l'institut structure son pôle nutrition et santé autour de Silliker et Biofortis sous le nom de Mérieux NutriSciences.

## Champs d'intervention

### Santé publique
L'institut Mérieux travaille depuis près de 125 ans pour la santé publique mondiale, afin de lutter contre les maladies infectieuses ou les cancers, il allie la prévention des risques infectieux, le diagnostic et le traitement par immunothérapie.
L'institut Mérieux, grâce au mécénat de ses sociétés, soutient activement la Fondation Mérieux, une fondation familiale indépendante reconnue d’utilité publique et destinée à la lutte contre les maladies infectieuses dans les pays en développement.
L'actionnaire de référence de l’Institut Mérieux est la fondation Christophe-et-Rodolphe-Mérieux (à hauteur d'un tiers), fondation familiale indépendante placée sous l’égide de l'Institut de France. Le seul dividende versé par l'institut Mérieux est versé à cette fondation.
En janvier 2020, l'institut Mérieux co-fonde le Hub VPH, premier hub mondial en santé publique vétérinaire, dont l’objectif est de catalyser les forces vives de la recherche, de l'innovation, de l’éducation et de l’industrie de la région Auvergne-Rhône-Alpes autour de cette activité.

### Soutien à la recherche émergente
L'institut a créé en 2012 les Young Investigators Awards, récompensant chaque année de jeunes chercheurs du monde entier ayant contribué à des avancées significatives sur des priorités de santé publique.

## Composition du Holding
Le holding contrôle les entités suivantes:
- BioMérieux à 59%;
- Transgene à 60%;
- Mérieux NutriSciences à 69%;
- Mérieux Développement à 100%, qui détient 60% de Mérieux Equity Partners;
- ABL, Inc à 100%.

## Activité de lobbying

### Aux États-Unis
Selon le Center for Responsive Politics, les dépenses de lobbying de l'Institut Mérieux aux États-Unis s'élèvent en 2017 à 120 000 dollars.

### Auprès des institutions de l'Union européenne
L'institut Mérieux est inscrit depuis 2016 au registre de transparence des représentants d'intérêts auprès de la Commission européenne, et déclare en 2016 pour cette activité des dépenses annuelles d'un montant compris entre 100 000 et 200 000 euros.

### En France
L'institut Mérieux déclare à la Haute Autorité pour la transparence de la vie publique exercer des activités de lobbying en France pour un montant qui n'excède pas 25 000 euros sur le second semestre 2017.